# Hibbertia abyssa
Hibbertia abyssa är en tvåhjärtbladig växtart som beskrevs av Wege och K.R.Thiele. Hibbertia abyssa ingår i släktet Hibbertia och familjen Dilleniaceae. Inga underarter finns listade i Catalogue of Life.